# BBC Symphony Chorus
Le BBC Symphony Chorus est un chœur symphonique amateur britannique, basé à Londres, fondé en 1928.

## Historique
Fondé en 1928, le chœur donne en création lors de son premier concert, le 23 novembre 1928, The Pilgrim's Progress de Granville Bantock. Il porte alors le nom de Chœur national (National Chorus). Il devient en 1932 Chœur de la BBC (BBC Chorus), puis Société chorale de la BBC (BBC Choral Society) en 1935, avant d'adopter son nom actuel de Chœur symphonique de la BBC (BBC Symphony Chorus) en 1977,.
Composé d'environ 170 choristes amateurs, l'ensemble est régulièrement associé à l'Orchestre symphonique de la BBC, enregistre en studio pour BBC Radio 3, effectue des tournées, se produit au Barbican Centre et au Royal Albert Hall de Londres, notamment tous les ans lors des Proms,.
Depuis 2017, Neil Ferris est le chef de chœur permanent de la formation.

## Chefs permanents
Comme chefs permanents du chœur, se sont succédé :
- Stanford Robinson (en) (1928-1932) ;
- Cyril Dalmaine (en) (1932-1934) ;
- Leslie Woodgate (en) (1934-1961) ;
- Peter Gellhorn (en) (1961-1972) ;
- John Poole (1972-1976) ;
- Brian Wright (1976-1985) ;
- Gareth Morrell (1985-1989) ;
- Stephen Jackson (1989-2015[5]) ;
- Neil Ferris (depuis 2017[4]).

## Créations
Le BBC Symphony Chorus est le créateur de plusieurs œuvres, de Granville Bantock (The Pilgrim's Progress, 1928), Béla Bartók (Cantate profane, 1934), Richard Rodney Bennett (Four Poems of Thomas Campion, 2007), Roberto Gerhard (The Plague, 1964), Colin Matthews (Renewal, 1996), Olivier Messiaen (La Ville d'En-Haut, 1989), Tristan Murail (Les Sept Paroles du Christ en Croix, 1989), John Tavener (The Beautiful Names, 2007), Mark-Anthony Turnage (The Game Is Over, 2003 ; Calmo, 2004) et Judith Weir (Concrete, 2008), notamment. 